# Rapture (album Dragonlord)
Rapture è l'album d'esordio del gruppo symphonic black metal statunitense Dragonlord, pubblicato nel 2001.
Il disco è stato registrato pressi i Driftwood Studios di Oakland (USA), mixato presso i Dugout Studios di Uppsala (Svezia) e masterizzato presso the Cutting Room di Stoccolma (Svezia).

## Tracce CD
Musiche di Eric Peterson, eccetto dove diversamente indicato.
1. Vals de la Muerte (strumentale) – 1:52 (musica: L. Livingston)
2. Unholyvoid – 4:39 (testo: E. Peterson, D. James)
3. Tradition and Fire – 5:00 (testo: E. Peterson, D. James)
4. Born to Darkness – 5:22 (testo: E. Peterson, D. James)
5. Judgement Failed – 4:20 (testo: E. Peterson, D. James)
6. Wolfhunt – 3:25 (testo: E. Peterson, D. James)
7. Spirits in the Mist – 5:03 (testo: L. Mackrory)
8. Rapture – 5:24 (testo: E. Peterson, D. James)

## Formazione

### Gruppo
- Eric Peterson – voce, chitarra
- Steve Smyth – chitarra
- Steve DiGiorgio – basso
- Lyle Livingston – tastiere
- Jon Allen – batteria

### Produzione
- Eric Peterson – produzione, direzione artistica
- Vincent Wojno – ingegneria del suono
- Kent Matcke – montaggio, ingegneria del suono
- Daniel Bergstrand – missaggio
- Travis Smith – artwork, design
- Steve Jennings – fotografia